# Anosia joannisi
Anosia joannisi är en fjärilsart som beskrevs av Abel Dufrane 1948. Anosia joannisi ingår i släktet Anosia och familjen praktfjärilar. Inga underarter finns listade i Catalogue of Life.